# Goa
Goa (dévanágari írással: गोआ) India legkisebb állama a Dekkán-félsziget nyugati részén, a Malabár-part és a Nyugati-Ghátok határvidékén. Az államot erdő-borította hegyek magas karéja zárja 50–60 km-es sugarú félkörben a tengerpartra.
Területe 3702 km², az államnak mégsem a mérete a különlegessége. Minden indiai államnak más arca, jellege, népei vannak, de Goa a szokásosnál is jobban elüt a többitől. A goaiak uralkodó nyelve, a konkani, zenéjük, táncaik, irodalmuk, egész kultúrájuk eltérőbb. A konkanik a dravidák, az indoárják, arabok, hunok, örmények és kasmíriak egyfajta keverékének tartják magukat, amelyeket a közös hagyományok egybeforrasztottak. Bár majdnem minden második goai Goán kívül él (sokan Kelet-Afrikában), mindenhol külön, zárt közösséget alkotnak.

## Éghajlata
Trópusi monszun, novembertől április végéig száraz évszakkal. A hőmérséklet évi ingadozása csekély.
| Hónap                         | Jan. | Feb. | Már. | Ápr. | Máj. | Jún. | Júl. | Aug. | Szep. | Okt. | Nov. | Dec. | Év   |
| ----------------------------- | ---- | ---- | ---- | ---- | ---- | ---- | ---- | ---- | ----- | ---- | ---- | ---- | ---- |
| Átlagos max. hőmérséklet (°C) | 31,6 | 31,5 | 32,0 | 33,0 | 33,0 | 30,3 | 29,0 | 28,8 | 29,5  | 31,6 | 32,8 | 32,4 | 31,3 |
| Átlagos min. hőmérséklet (°C) | 19,6 | 20,5 | 23,2 | 25,6 | 26,3 | 24,7 | 24,0 | 24,0 | 23,8  | 23,8 | 22,3 | 20,6 | 23,2 |
| Átl. csapadékmennyiség (mm)   | 0    | 0    | 0    | 12   | 113  | 868  | 995  | 513  | 252   | 125  | 31   | 17   | 2926 |
| Forrás: Hong Kong Observatory |      |      |      |      |      |      |      |      |       |      |      |      |      |

## Növényzete
A nedves monszunerdőkben sok az örökzöld fafaj. Legértékesebb fái: a teak és a szal. A tengerpart közelében kókuszpálmák, a folyótorkolatokban mangroveerdők vannak.

## Története

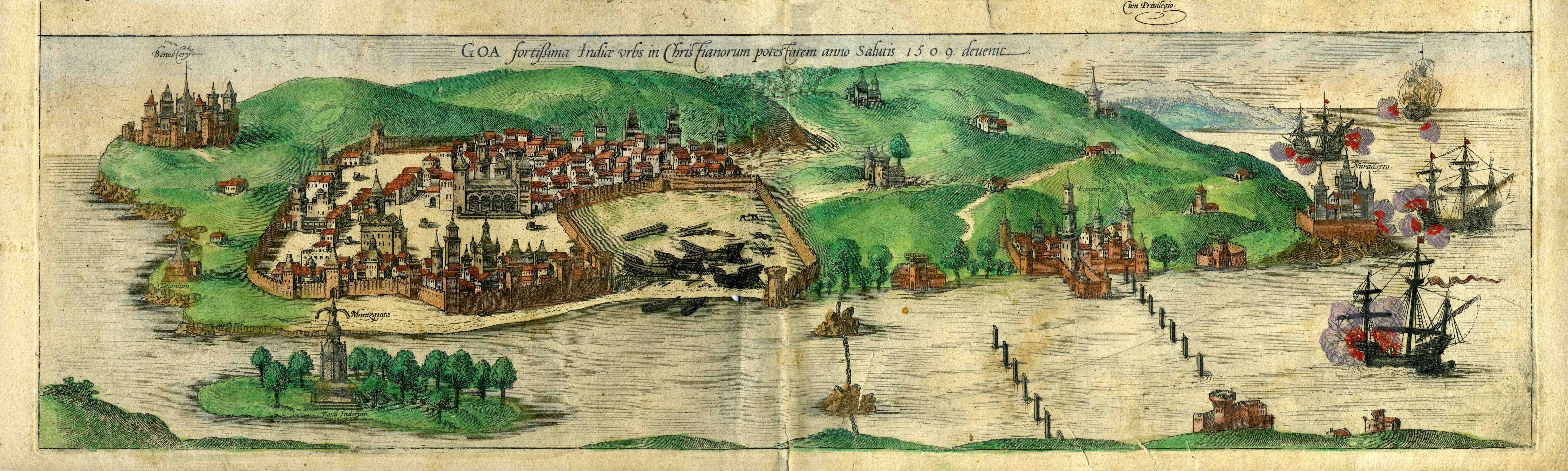
Ó-Goa az 1600-as kiadású Braun e Hogenberg-ben

A portugálok 1510-ben érkeztek ide és hódították meg a partvidéket Afonso de Albuquerque vezetésével, aki később a portugálok indiai alkirálya lett. A 16. század végét követően a portugáloknak meg kellett küzdeniük az újabb érkezőkkel: törökökkel, hollandokkal, angolokkal. 1546-ban betiltották a hinduizmust, majd 1560-ban – Xavéri Szt Ferenc korábbi, a portugál királyhoz írt levele alapján is – felállították a katolikus inkvizíciót, amely 1812-ig működött.
1750-re a büszke fővárosa (Ó-Goa) összeomlott, járvány tizedelte meg lakosságát. A túlélők nagyrésze Panadzsiba költözött át. A 19-20. században néhol forradalmi megmozdulások lángoltak fel, de a portugál csapatok kíméletlenül elnyomták azokat. A 450 évig fennálló portugál gyarmat idején a helyi lakosság jelentős részét keresztény hitre térítették át. A második világháború után India függetlenné válásával Goában is megerősödtek az antikolonialista nemzeti törekvések, ahogy a többi fennmaradt portugál gyarmati területen is Indiában. Ebben az időben a felszabadítási mozgalmak előtt két út állt: a független állammá válás, és az Indiával egyesülés. Goában végül ez utóbbin haladtak tovább. A függetlenné váló India katonailag is támogatta a portugál-ellenes törekvéseket, és 1961-ben bekebelezte, majd államszövetségéhez csatolta egy gyors katonai akció keretében, amelynek portugál és indiai részről összesen 52 halálos áldozata volt.
Eleinte az indiai kormány a szomszédos szövetségi állam alá rendelte Goát, 1967-ben azonban önálló szövetségi állami státust adott a területnek. Portugália csak 1974-ben ismerte el India részének Goát. A következő években az Indiából Goába érkező nagy számú bevándorló elbizonytalanította a goai lakosságot, különösképpen a keresztény vallásúakat, akik saját kultúrájukat és földjeiket féltették a hindukkal szemben. Ezért a goai szövetségi kormány egyre szélesebb önrendelkezési jogokat kapott, hogy szabályozhassa a belső migrációt, nehogy elidegenedjenek goai földterületek.

## Demográfia
Lakossága 2011-ben 1 457 000 fő volt, népsűrűsége 394 fő/km².

### Vallás
2011-ben a lakosság 66%-a hindu, 27% keresztény, 7% muszlim volt.

### Nyelvi megoszlás
Beszélt nyelvek: konkani 61%, maráthi 19%, kannada 7%, hindi 5%, urdu 4%, más 4%.

### Népességváltozás
| Goa népességének növekedése | Goa népességének növekedése | Goa népességének növekedése |
| Év                          | Népesség                    | változás %-ban              |
| --------------------------- | --------------------------- | --------------------------- |
| 1951                        | 547 000                     | —                           |
| 1961                        | 590 000                     | 7,9%                        |
| 1971                        | 795 000                     | 34,7%                       |
| 1981                        | 1 008 000                   | 26,8%                       |
| 1991                        | 1 170 000                   | 16,1%                       |
| 2001                        | 1 348 000                   | 15,2%                       |
| 2011                        | 1 458 000                   | 8,2%                        |
| Forrás :                    |                             |                             |

## Főbb városai
- Vasco da Gama - Marmagáo (Mormugao)
- Panadzsi (Panaji)
- Márgáo (Margao/Margáon)

## Közigazgatás

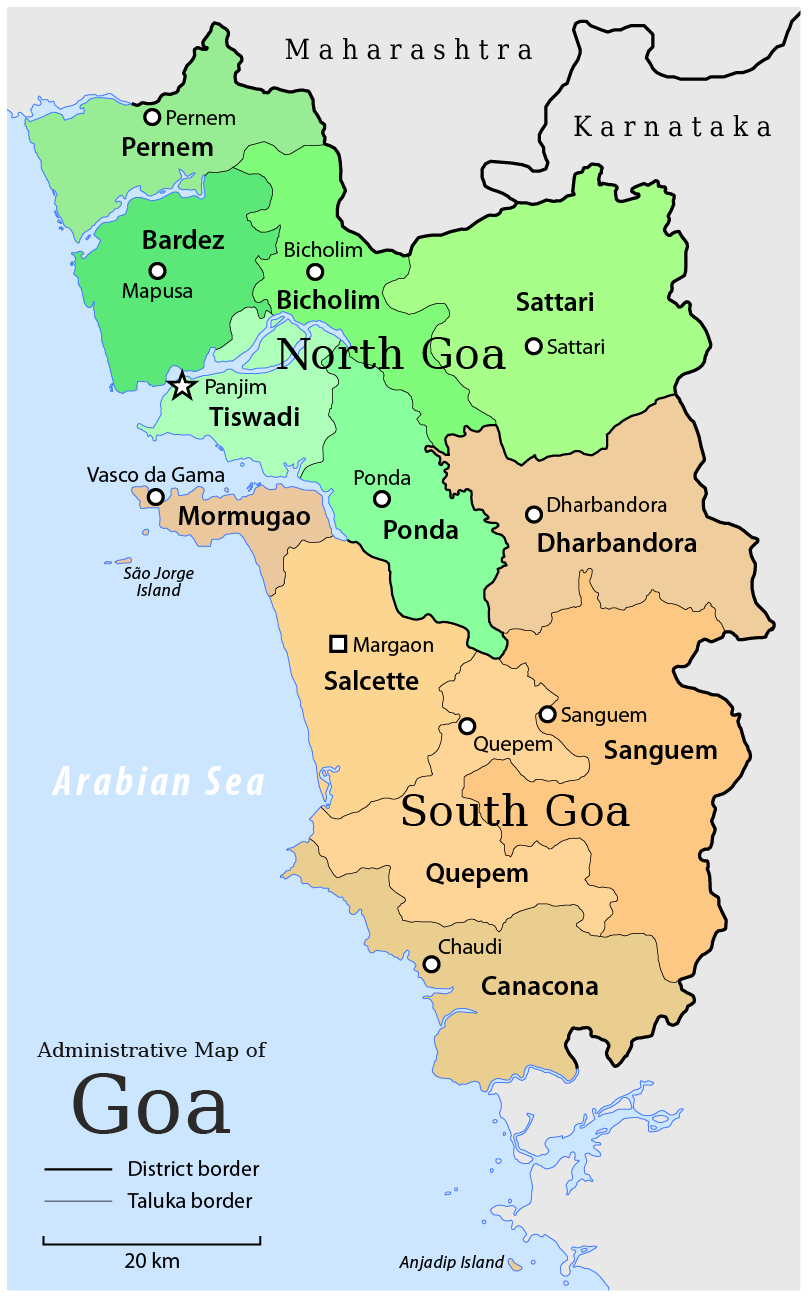
Goa körzetei

Goa állama két fő részből áll: Észak- és Dél-Goa. A kerület alatti szint a tehszil vagy másképp taluka (község).
Észak-Goa talukái: Pernem, Bardez, Bicholim, Satari, Tiswadi és Ponda.
Dél-Goában: Mormugao, Salcete, Sanguem, Quepem és Canacona.
Több tehszil együtt alkothat egy kerületrészt (Pargana, Anuvibhag). A tehszilen belül a falvak is alkothatnak csoportokat (hobli).
| Kerület               | Székhely | Terület   | Népesség 2011-ben | Népsűrűség |
| --------------------- | -------- | --------- | ----------------- | ---------- |
| Észak-Goa (North Goa) | Panaji   | 1 736 km² | 817 761           | 471 Fő/km² |
| Dél-Goa (South Goa)   | Margao   | 1 963 km² | 639 962           | 326 Fő/km² |

## Gazdasági élet
A GDP/fő alapján Goa India egyik leggazdagabb állama. A gazdasági növekedés átlagosan évi 8,2%-os volt 1990-2000 között. A turizmus a legmeghatározóbb az állam gazdaságában.
Iparában növényvédő szereket, műtrágyát, gumiabroncsot, csöveket, lábbelit, vegyi anyagokat, gyógyszert, acélt gyártanak és élelmiszert dolgoznak fel. Jelentős még a textilipar is.
Többféle nyersanyagot bányásznak: vasérc, bauxit, mangánérc.
A mezőgazdaság fő terményei: rizs, kesudió, kókusz, trópusi gyümölcsök.
Fővárosa, Panadzsi a Mandovi folyó torkolatában épült – adminisztratív és közlekedési központ kikötővel és repülőtérrel.

## Oktatás
Goa India 3. olyan állama, amelyben jelentősen visszaszorult az analfabetizmus. 2001-ben a lakosság 82,3%-a tudott olvasni és írni.
1985-ben alapították meg az állam egyetlen egyetemét. Ezenkívül egy műszaki főiskola és 2 magánegyetem is található.

## Turizmus
Télen nagyrészt Európából és más északi, fejlett országokból érkeznek a vendégek, míg a nyári (monszun) időszakban többnyire Indiából. A tengerparti pihenésen kívül a fő látnivaló: Ó-Goa (Velha Goa) a portugál gyarmati építészet emlékeivel a világörökség része.

## Goai helyi ünnepek
- Játra (január). Színpompás zarándoklat és a helyi istenek köszöntése a Santádurgá-templomban (Póndá). Az év során még hasonló ünnepek zajlanak Póndá különböző templomaiban.
- Karnevál Panadzsiban (február).
- Sigmótszav (március). Hindu tavaszünnep az egész államban megünnepelve.
- Mindszentek körmenet (április). Ó-Goa, Pilar.
- Xavéri Szt. Ferenc ünnepe (dec. 3.) Ó-Goa.

## Képek

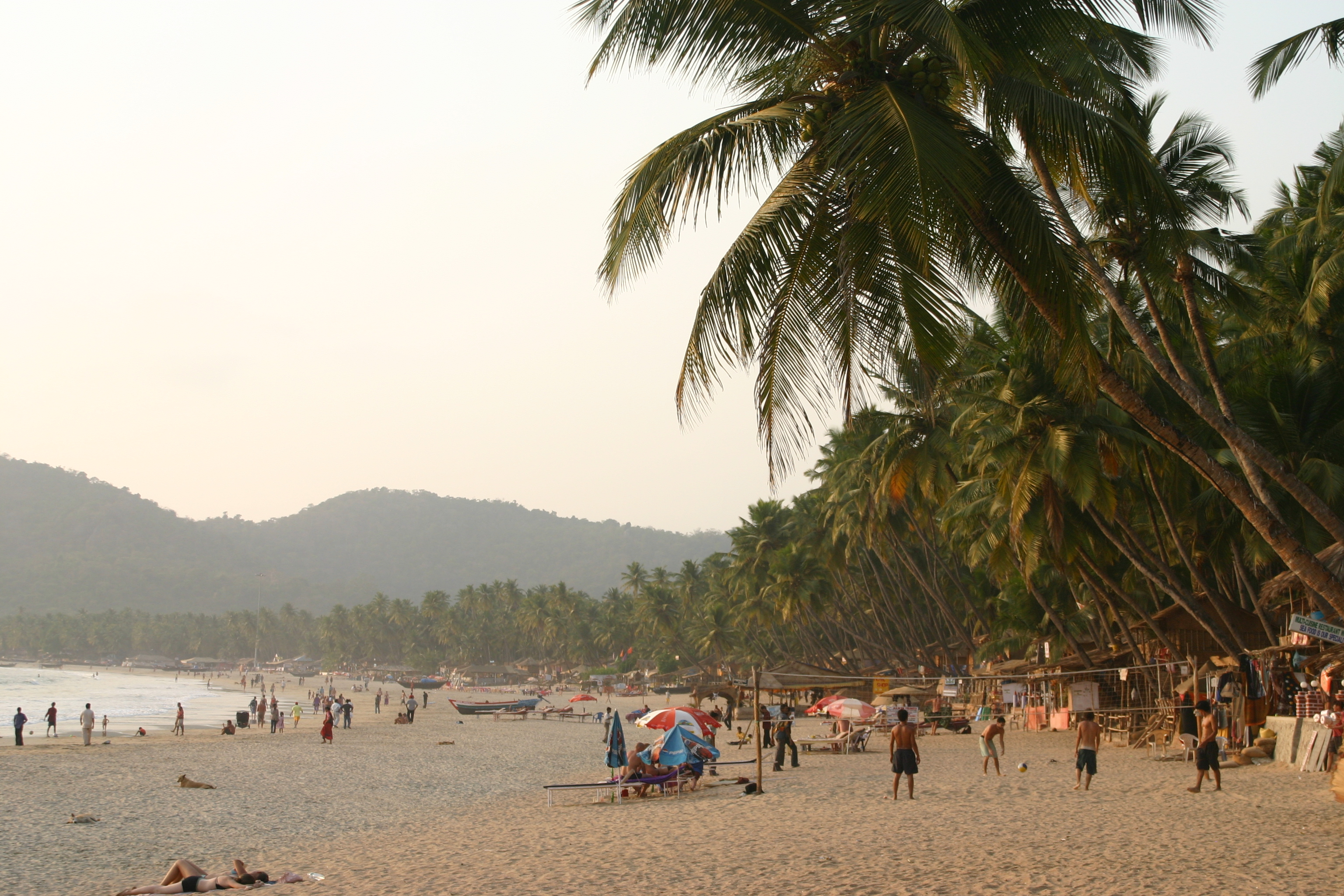
Palolem tengerpartja
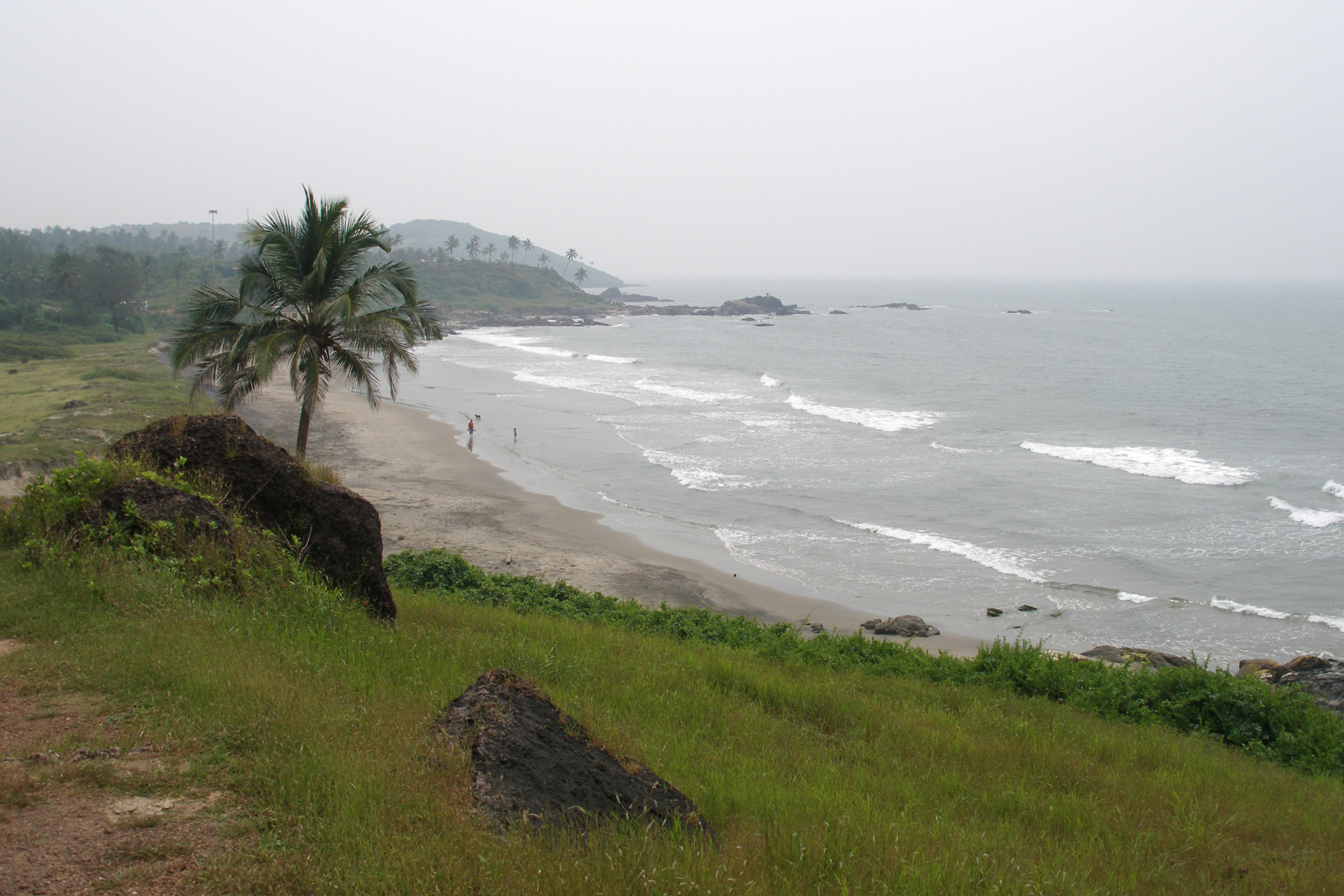
Vagator
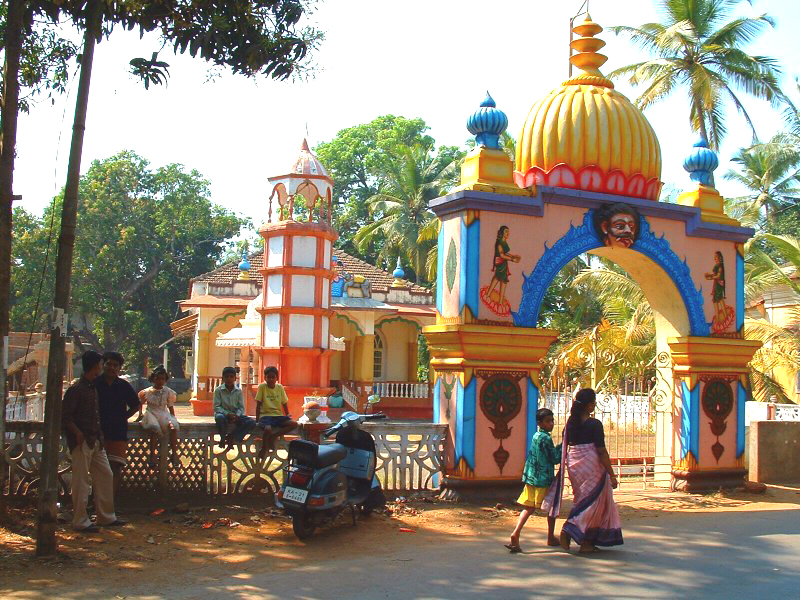
Hindu templom, Siolim
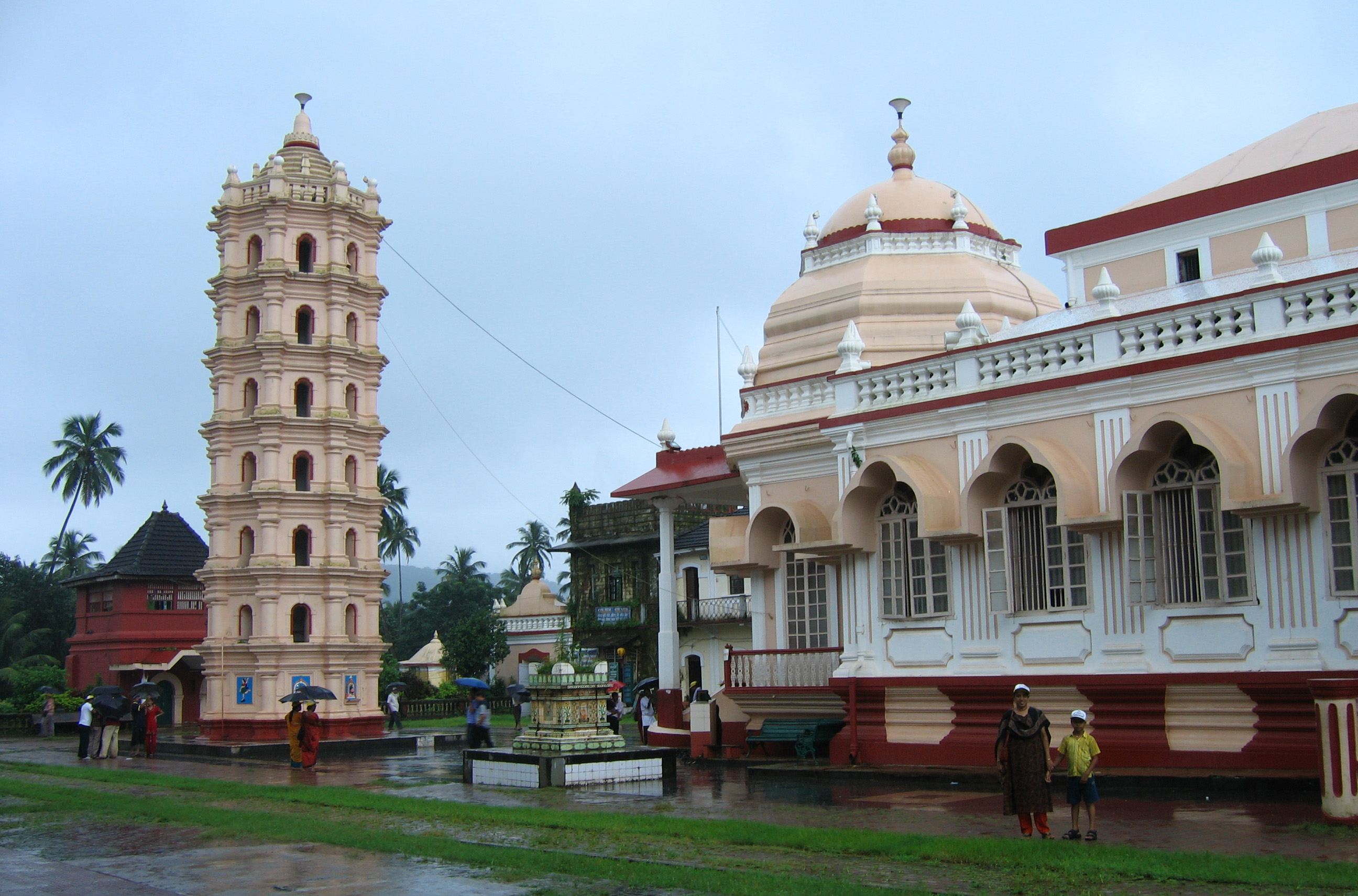
Mangés-templom Ponda közelében
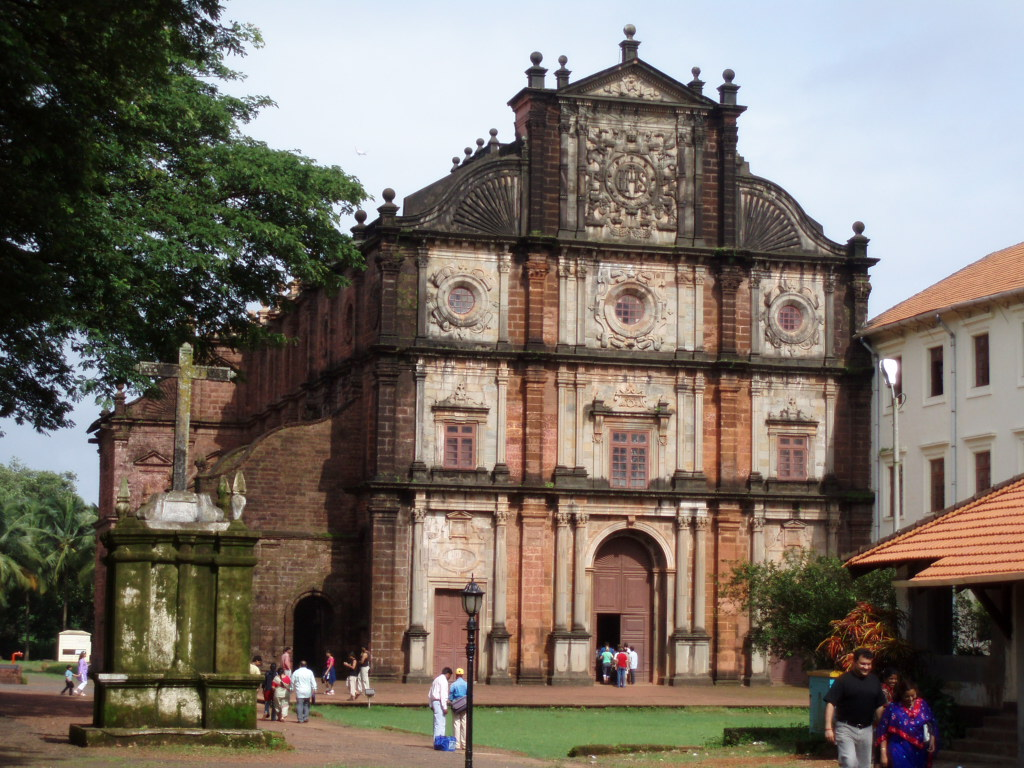
Bom Jesus-bazilika, Ó-Goa

## Fordítás
- Ez a szócikk részben vagy egészben  a   Goa című angol Wikipédia-szócikk fordításán alapul.  Az eredeti cikk szerkesztőit annak laptörténete sorolja fel. Ez a jelzés csupán a megfogalmazás eredetét és a szerzői jogokat jelzi, nem szolgál a cikkben szereplő információk forrásmegjelöléseként.